# Bagnone
Bagnone est une commune italienne d'environ 1 900 habitants située dans la province de Massa-Carrara, dans la région Toscane, en Italie centrale.

## Géographie

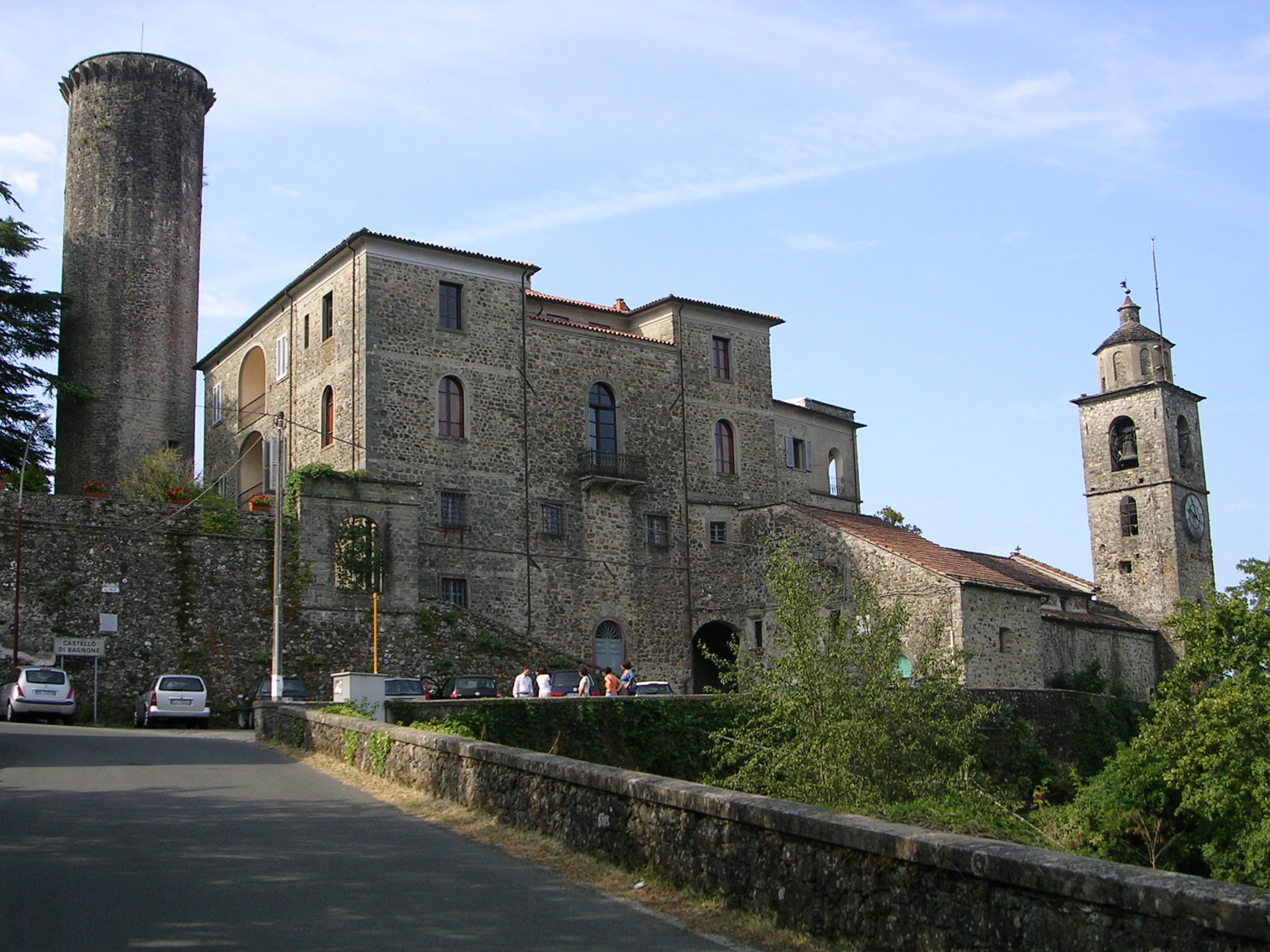
Bagnone.

## Histoire
- Le château de Castiglione del Terziere.

### Hameaux
Les frazioni de Bagnone sont : Biglio, Canale, Castiglione del Terziere, Collesino, Compione, Corlaga, Corvarola, Gabbiana, Iera, Lusana, Mochignano, Orturano, Pastina, Pieve, Treschietto et Vico.

### Communes limitrophes
Les communes attenantes à Bagnone sont Corniglio, Filattiera, Licciana Nardi, Monchio delle Corti et Villafranca in Lunigiana.

## Administration
| Période                                  | Période | Identité | Étiquette | Qualité |
| ---------------------------------------- | ------- | -------- | --------- | ------- |
|                                          |         |          |           |         |
| Les données manquantes sont à compléter. |         |          |           |         |

## Économie
L'ancien record européen de gain d'une loterie d'un montant de 147 807 299,08 euros a été remporté le 22 août 2009 à Bagnone par un homme de 47 ans lors du tirage du SuperEnalotto en Italie.